# سمبات در-کیورغیان
سمبات دِر-کیورغیان، (ارمنی: Սմբատ Տեր-Կյուրեղյան؛ انگلیسی: Sumbat Der Kiureghian) از برجسته‌ترین و نام آورترین نقاشان ایرانی ارمنی‌تبار در سبک آبرنگ بود.

## زندگی‌نامه
سمبات دِر-کیورغیان یکشنبه ۱۹ اکتبر ۱۹۱۳ (۲۷ مهر ۱۲۹۲) در خانواده‌ای ارمنی در محله جلفای اصفهان به دنیا آمد. او از نقاشان آبرنگ و آبرنگ کارهای ایران بوده‌است و در مدرسه ارمنی این شهر از میان همه واحدها بیشتر به نقاشی علاقه داشت. زبان انگلیسی را در استوارت مموریال کالج پسرانه اصفهان  که بعدها دبیرستان ادب نام گرفت فرا گرفت. اما فشار روزگار او را واداشت که تحصیل را کنار بگذارد و به کار و کاسبی بپردازد. اما ورود «سرکیس خاچاطوریان»، نقاش ارمنی مقیم پاریس، در سال ۱۹۲۹ بود که سمبات را بازپس به عالم رنگ و تصویر فرستاد.

عکس خانوادگی سمبات به همراه پدر و مادرش، اصفهان ۱۹۱۳ میلادی

## آغاز فعالیت
خاچاطوریان به اصفهان آمده بود تا از روی دیوارنگاره‌های عالی‌قاپو و چهل‌ستون نقاشی کند. برای انجام این طرح سترگ او به یک شاگرد نیاز داشت و از سمبات خواست که به او کمک کند. سمبات هر چه بیشتر راز و رمز نقاشی را می‌آموخت، به همان میزان شیفته این هنر می‌شد. وی از مهارت خاچاطوریان در استفاده از قلم‌مو و انتخاب رنگ در عجب بود، و از دانسته‌هایش از آثار هنرمندان غرب و هند و ژاپن و آفریقا. طی این دوره کوتاه همکاری با خاچاطوریان، سمبات نوجوان اهمیت و ارزش مکتب‌های هنری اصفهان را هم دریافت و به مطالعه آنها نشست. خاچاطوریان هم در این نوجوان، استعدادی کم‌نظیر را می‌دید و کوشید زمینه تحصیل او در پاریس را فراهم کند. این تلاش به ثمر نرسید. سمبات تا سال ۱۹۴۹ از ایران بیرون نرفت.

عکس دسته جمعی از شاگردان کلاس هنری سرکیس خاچاطوریان در جلفای اصفهان

سمبات در نگارخانه شخصی اش در اصفهان

تا آن سال سمبات، نقاشی زبردست شده بود و در خیابان چهارباغ اصفهان استودیوی خودش را داشت، با نام «نگارستان سمبات». نقاشی‌های آب‌رنگ سمبات از بارو و پل و کاخ و میدان و کوچه و بازارهای اصفهان بیشتر گردشگران غربی را به سوی خود می‌کشید. نگاه سمبات به محیط و آدمان اطرافش، با این که از درون بود، در عین حال نگاهی بود از دور؛ گویی سمبات از چشم یک غربی به اشیاء و افراد نگاه می‌کرد و آن را به گونه‌ای می‌دید که تا کنون نقاشان بومی ایران ندیده بودند. آب‌رنگ‌های سمبات، بیان «غربیانه» مضمون‌های ایرانی است. از این رو، این نقاشی‌ها بی‌درنگ به چشم و دل بازدیدکنندگان غربی نگارستانش می‌نشستند و به فرنگستان راه می‌یافتند. البته، تعداد زیادی از آثار سمبات را مشتریان ایرانی هم می‌خریدند.
نگارستان سمبات پر از صحنه‌های اصفهانی بود: مسجد شاه و سی و سه پل و پل‌های خواجو و مارنان و شهرستان. دلبستگی سمبات به پل‌ها و راه‌ها و جاده‌ها در طول عمر هنری‌اش محسوس بود. گویی می‌خواست پلی بزند میان امروز و فردا، میان شرق و غرب. علاقه او به درآمیختن مضمون‌های ایرانی با شگردهای نقاشی غربی نیز همین پیام را می‌دهد.
در زندگی هم عاشق جاده بود. از روستا به روستا و از شهر به شهر سوژه‌جویی می‌کرد و همیشه با کوله‌باری از سوژه‌های تازه برمی‌گشت. معمولاً در جا می‌نشست و چتری را بر فراز سرش می‌گسترد و لحظه یا صحنه‌ای را روی کاغذ منقش می‌کرد؛ و گاهی هم عکس آن سوژه را می‌گرفت و با خود به خانه می‌برد، تا سر فرصت و با حوصله تمام از آن عکس، تابلویی دربیاورد. به قول لِوون آبراهامیان، تبارشناس و نویسنده ارمنی، سمبات در هنر نقاشی گاه روش‌های مردم‌شناختی را به کار می‌گرفت که عکاسی صحنه برای تدقیق بیشتر از جمله همان روش‌هاست.
گذشته از این روش‌ها، تابلوهایی هم هستند که سمبات را به عنوان یک نقاش مردم‌شناس معرفی می‌کنند: خانه‌های ارمنی جلفا و اصفهان؛ زنان روستایی که دور تنوری نشسته‌اند و لواش ارمنی می‌پزند، مجلس عروسی ارمنیان روستایی، یا کنار جویباری نشسته‌اند و ظرف و رخت می‌شویند، یا از آبگیری با کوزه آب می‌گیرند؛ گروهی از ارمنی‌های شاد که در مراسم عروسی رقص و پایکوبی می‌کنند… این عکس‌ها و تابلوها را به‌راحتی می‌توان در هر پژوهشی مردم‌شناختی دربارهٔ ارمنی‌تباران ایران به کار برد. به قول اسقف بابیان در جلفای اصفهان: «سمبات با نقاشی‌هایش تصویر زندگی روستایی ارمنی‌ها را جاودانه کرد، و اصفهان محبوبش را با جلفای نو ارمنی‌نشین آن».
با این که تصویرهای ارمنی، بخشی بزرگ از آثار سمبات را به خود اختصاص داده‌است، آثار گرانبار او به هیچ روی تنها در این سوژه‌ها خلاصه نمی‌شود. عصاری، کاروان شتر کنار پل شهرستان، مسافر در شب با شتر، زنان چادری چهارباغ اصفهان، آخوندی تسبیح‌بدست در میدان شاه، زنان کنار چشمه، نی‌نوازی خیابانی کنار یک استکان چایی، شترهای خسته زیر طاقی در اصفهان، کودکان دم دروازه کاروان‌سرایی کهنه، بقعه شاهزاده حسین و عشایر و قالی‌بافی‌شان، پشت مدرسه چهارباغ، بازار اصفهان را هم می‌توان در ده‌ها تابلوی سمبات دید.
سمبات صورتگری ماهر بود. پرتره‌هایی که او از اعضای خانواده و یاران و نزدیکانش یا چهره‌های شناخته‌شده کشیده‌است، دال بر تبحر او در چهره‌پردازی است.

## سفر به خاورمیانه و اروپا
مسافرت‌های سمبات طی سال‌های ۱۹۴۹ و ۱۹۵۰دامنه سوژه‌های او را گسترده‌تر کرد. دیگر تنها اصفهان یا حتی ایران نبود که با حرکات موزون قلم‌موی سمبات روی کاغذ شکل می‌گرفت. عراق و سوریه و عربستان و لبنان و انگلیس و ایتالیا و سوئیس و فرانسه با مناظر و مکتب‌های نقاشی‌شان روی آثار سمبات به گونه‌ای نقش خود را گذاشته‌اند. اما ایران و به ویژه اصفهان برای همیشه در کانون نقاشی‌های سمبات باقی‌ماند، حتی پس از آن که سمبات همراه با همسرش آراکس به آمریکا مهاجرت کردند

## مهاجرت به آمریکا

سمبات در کالیفرنیا

سمبات و همسرش سال ۱۹۸۰ بعد از وقوع انقلاب ۱۳۵۷ که باعث سرکوب و سانسور در عرصه فرهنگ و هنر ایران شد به ناچار از ایران به ایالات متحده آمریکا رفت و به فرزندانش در شهر لس آنجلس پیوست.
سمبات در آمریکا هم نگارستان خود را داشت و سرگرم کشف چشم‌اندازها و شیوه‌های تازه نقاشی بود. اما نگارستان آمریکایی او هم رنگ و بوی ایرانی داشت. استودیوی سمبات ایران و ایرانیان و آیین‌هایشان را به‌طور مصور به هنردوستان آمریکایی معرفی می‌کرد.

## سفر به ارمنستان و ایران
سفر سمبات به ارمنستان در سال ۱۹۹۱ بهانه آغاز فصلی دیگر از نقاشی‌های او شد. به روستاهای دوردست کشور آبایی‌اش سفر کرد و شیفته رنگ‌های طبیعت ارمنستان شد: آفتاب‌سوخته، خاکی، زرد براق، سبز روشن… رنگ‌هایی که در کالیفرنیا به چشمش نمی‌خورد. کلیساهای قدیمی ارمنستان در ردیف سوژه‌های محبوب او قرار گرفت.
سمبات برای آخرین بار در پاییز سال ۱۹۹۳ به ایران سفر کرد. ارمنی‌تباران ایران با برگزاری برنامه‌هایی ویژه به نقاش چیره‌دست ارج گذاشتند و در جلفا نمایشگاهی از آثارش را برپا کردند. به گفته «آرمن در-کیورغیان»، پسر سمبات، خاطرات شیرین واپسین دیدار از زادبوم، تا آخرین روزهای زندگی، تسلای خاطر سمبات بود.

## مرگ و میراث
سمبات تابستان ۱۹۹۹ (تابستان ۱۳۷۸) در ایالات متحده آمریکا درگذشت. وی در طول ۶۶ سال کار هنری‌اش، بیش از ده هزار طرح و نقاشی از خود به جای گذاشت. آثار او اکنون در گالری‌ها و موزه‌ها و مجموعه‌های شخصی گوناگون در سراسر جهان یافت می‌شوند و از آنچه از آثار او در ایران باقی‌مانده، به عنوان میراث ملی نگهداری می‌شود.

## آثار
- تابلوی کاروان شتر کنار پل شهرستان
- استراحت ساربانان کنار برج کبوتر
- کاروان در شب
- عصاری

سمبات در مرکز هنری آنگلو فرنچ در لندن

یک آثار به سبک سمباتیسم

مسجد دهکده - آبرنگ

- مجلس عروسی ارمنیان روستایی (فریدن)
- خانه‌های ارمنی جلفا و اصفهان
- آبگیری با کوزه آب
- زنان چادری چهارباغ اصفهان
- آخوندی تسبیح‌بدست در میدان شاه
- نی‌نوازی خیابانی کنار یک استکان چایی
- شترهای خسته زیر طاقی در اصفهان
- کودکان دم دروازهٔ کاروانسرایی کهنه
- کارگاه قالیبافی زنان
- زنان روستایی کنار چشمه
- سیمای یپرم خان
- خرمن کوب

## سمباتیسم
یکی دیگر از یادگارهای هنری سمبات، شیوه نقاشی موسوم به «سمباتیسم» است؛ که یک نمونه از نقاش به سبک «سمباتیسم» را در روبرو می‌بینید که در آنها سمبات رنگ‌های گوناگون را روی پاره‌ای از روزنامه ارمنی یا فارسی پخش کرده و با درآمیختن رنگ‌ها سوژه‌هایی شکل داده‌است که گاه با مضمون تیترهای روزنامه گره می‌خورد.

## نمایشگاه‌ها
مهمترین نمایشگاه‌هایی که سمبات در آنها شرکت داشته عبارت اند از:
- ده نمایشگاه در شهرهای اصفهان، آبادان، اهواز و مسجد سلیمان بین ۱۳۲۳–۱۳۴۲خ
- نمایشگاه گروهی گالری پرستو، ۱۳۴۳خ
- نمایشگاه هنری گروهی آنجلو فرانسه، لندن، ۱۳۲۹خ
- دو نمایشگاه انفرادی در عربستان سعودی، ۱۳۴۴خ
- نمایشگاه گروهی دوسالانهٔ تهران، ۱۳۵۰خ
- نمایشگاه انفرادی در هالیوود کالیفرنیا، ۱۳۵۴خ
- نمایشگاه انفرادی در دانشگاه برکلی کالیفرنیا، ۱۳۵۹خ
- نمایشگاه گروهی در ایروان، ۱۳۷۰خ

و شرکت در بیش از بیست نمایشگاه انفرادی و گروهی در شهرهای لس آنجلس، نیویورک، بوستون، تورنتو، سانفرانسیسکو، پاسادنا و…